# Johannes Thyssen
Johannes Thyssen (* 22. August 1892 in Langenberg (Rheinland); † 25. November 1968 in Bonn) war ein deutscher Philosoph.
Thyssen studierte Theologie und Philosophie in Rostock, Genf, Berlin, Tübingen und Bonn, wo er 1917  mit der Arbeit Über verschiedene Arten der Begriffsbildung  bei Gustav Wilhelm Störring zum Dr. phil. promovierte. 1921 habilitierte er sich an der Universität Bonn mit der Schrift Studien zur Theorie der Psychologie. Er war dort zunächst als Privatdozent und außerplanmäßiger Professor tätig, bis er 1947 zum Ordinarius berufen wurde.
Thyssen war seit 1954 Mitherausgeber der Kant-Studien, seit 1957 der Zeitschrift für philosophische Forschung.

## Werke (Auswahl)
- Die Einmaligkeit der Geschichte. Eine geschichtslogische Untersuchung (1924)
- Die philosophische Methode (1930)
- Geschichte der Geschichtsphilosophie (1936)
- Der philosophische Relativismus (1941)
- Die wissenschaftliche Wahrheit in der Philosophie (1949)
- Realismus und moderne Philosophie (1959)
- Grundlinien eines realistischen Systems der Philosophie, 2 Bde. (1966–70).